# مابتون
مابتون (واشنطن) (بالإنجليزية: Mabton, Washington)‏ هي مدينة تقع في الولايات المتحدة في مقاطعة ياكيما، واشنطن. يقدر عدد سكانها بـ 2,286 نسمة ومساحتها 2.07 كم2 وترتفع عن سطح البحر 218 متر.

## التركيبة السكانية
قام مكتب تعداد الولايات المتحدة بتحديد بيانات التركيبة السكانية لمابتونفي تعداد الولايات المتحدة. في ما يلي، التركيبة السكانية حسب تعدادي 2000 و2010.

### تعداد عام 2000
بلغ عدد سكان مابتون 1,891 نسمة بحسب تعداد عام 2000، وبلغ عدد الأسر 445 أسرة وعدد العائلات 381 عائلة مقيمة في المدينة.
وتوزع التركيب العرقي للمدينة بنسبة 21.73% من البيض و 0.00% من سكان جزر المحيط الهادئ و 73.88% من الأعراق الأخرى و 2.80% من عرقين مختلطين أو أكثر.
بلغ عدد الأسر 445 أسرة كانت نسبة 60.0% منها لديها أطفال تحت سن الثامنة عشر تعيش معهم، وبلغت نسبة الأزواج القاطنين مع بعضهم البعض 59.3% من أصل المجموع الكلي للأسر، وكانت نسبة 14.2% من غير العائلات. تألفت نسبة 12.4% من أصل جميع الأسر من أفراد ونسبة 5.8% كانوا يعيش معهم شخص وحيد يبلغ من العمر 65 عاماً فما فوق. وبلغ متوسط حجم الأسرة المعيشية 4.54، أما متوسط حجم العائلات فبلغ 4.22.
بلغ العمر الوسطي للسكان 22 عاماً. وكانت نسبة 12.9% بين الثامنة عشر والأربعة وعشرون عاماً، ونسبة 25.8% كانت واقعةً في الفئة العمرية ما بين الخامسة والعشرون حتى والأربعة وأربعون عاماً، ونسبة 12.9% كانت ما بين الخامسة والأربعون حتى الرابعة والستون، ونسبة 6.5% كانت ضمن فئة الخامسة والستون عاماً فما فوق. يوجد لكل 100 أنثى 104.0 ذكر، ويوجد لكل 100 أنثى في الثامنة عشر من عمرها فما فوق 104.1 ذكر.

### تعداد عام 2010
بلغ عدد سكان مابتون 2,286 نسمة بحسب تعداد عام 2010، وبلغ عدد الأسر 528 أسرة وعدد العائلات 478 عائلة مقيمة في المدينة. في حين سجلت الكثافة السكانية 2,857.5 نسمة لكل ميل مربع (1,103.3/كم2). وبلغ عدد الوحدات السكنية 548 وحدة بمتوسط كثافة قدره 685.0 لكل ميل مربع (264.5/كم2).
وتوزع التركيب العرقي للمدينة بنسبة 46.9% من البيض و 0.2% من الأمريكيين الأصليين و 0.2% من الأمريكيين ذوي الأصول الآسيوية و 0.7% من الأمريكيين الأفارقة و 3.6% من عرقين مختلطين أو أكثر.
بلغ عدد الأسر 528 أسرة كانت نسبة 69.1% منها لديها أطفال تحت سن الثامنة عشر تعيش معهم، وبلغت نسبة الأزواج القاطنين مع بعضهم البعض 55.9% من أصل المجموع الكلي للأسر، ونسبة 25.0% من الأسر كان لديها معيلات من الإناث دون وجود شريك، بينما كانت نسبة 9.7% من الأسر لديها معيلون من الذكور دون وجود شريكة وكانت نسبة 9.5% من غير العائلات. تألفت نسبة 7.0% من أصل جميع الأسر من أفراد ونسبة 3.6% كانوا يعيش معهم شخص وحيد يبلغ من العمر 65 عاماً فما فوق. وبلغ متوسط حجم الأسرة المعيشية 4.41، أما متوسط حجم العائلات فبلغ 4.31.
بلغ العمر الوسطي للسكان 23.6 عاماً. وكانت نسبة 39.4% من القاطنين تحت سن الثامنة عشر، وكانت نسبة 12.5% بين الثامنة عشر والأربعة وعشرون عاماً، ونسبة 25.9% كانت واقعةً في الفئة العمرية ما بين الخامسة والعشرون حتى والأربعة وأربعون عاماً، ونسبة 16.5% كانت ما بين الخامسة والأربعون حتى الرابعة والستون، ونسبة 5.8% كانت ضمن فئة الخامسة والستون عاماً فما فوق. وتوزع التركيب الجنسي للسكان بنسبة 49.0% ذكور و51.0% إناث.